# Emily Wamusyi Ngii
Emily Wamusyi Ngii (* 13. August 1986) ist eine kenianische Geherin. Bei den Afrikaspielen 2019 in Rabat, Marokko, gewann sie die Goldmedaille im 20-Kilometer-Gehen der Frauen.
Bei den Afrikameisterschaften 2014 in Marrakesch, Marokko, gewann sie die Silbermedaille im 20-Kilometer-Gehen der Frauen.